# Снежненское сельское поселение (Челябинская область)
Снежненское се́льское поселе́ние — муниципальное образование в Карталинском районе Челябинской области Российской Федерации. В рамках административно-территориального устройства муниципальное образование  соответствует административно-территориальной единице Снежненский сельсовет.

Административный центр — посёлок Снежный.

## История
Статус и границы сельского поселения установлены Законом Челябинской области от 17 сентября 2004 года № 275-ЗО «О статусе и границах Карталинского муниципального района, городского и сельских поселений в его составе»

## Население
| 2002  | 2010  | 2011  | 2012  | 2013  | 2014  | 2015  |
| ----- | ----- | ----- | ----- | ----- | ----- | ----- |
| 1798  | ↘1374 | ↘1369 | ↘1319 | ↘1313 | ↘1300 | ↘1289 |
| 2016  | 2017  | 2018  | 2019  | 2020  | 2021  |       |
| ↘1257 | ↘1232 | ↘1201 | ↘1153 | ↘1142 | ↗1161 |       |

## Состав сельского поселения
| № | Населённый пункт | Тип населённого пункта          | Население |
| - | ---------------- | ------------------------------- | --------- |
| 1 | Каракуль         | посёлок                         | ↘113      |
| 2 | Песчанка         | посёлок                         | ↘129      |
| 3 | Снежный          | посёлок, административный центр | ↘1132     |

## Археология
Восточнее реки Мандесарки недалеко от посёлка Снежного находятся могильник «Мандесарка 1», курганная группа «Мандесарка 2» и менгир Мандесаркский.